# 上神神社
上神神社（かさがみじんじゃ）は岐阜県美濃市笠神にある下照姫命、味耜高彦根命、天稚彦命、御手洗姫命、比売命を祀る神社。岐阜県神社庁の社格制度で銀幣社に指定されている。旧村社。板取川と武儀川の間にある天王山周囲に点在する喪山伝説に由来を持つ神社の一つである。
創建不詳。武儀郡神名帳にある従三位瘡神明神が当社を指すとされる。創建時は長良川河畔に所在していたが、延宝年間に現在地に移された。神宮寺として南蔵院があったがこのときに当社の隣接地に移され、福満寺と改称している。明治42年3月20日に当社周辺の14社を合祀した。昭和33年銀幣社に列せられる。
本殿及び狛犬が美濃市により文化財に指定されている。末社として雉射魂神社と八幡神社がある。